# Autoserica budjunguana
Autoserica budjunguana är en skalbaggsart som beskrevs av Brenske 1901. Autoserica budjunguana ingår i släktet Autoserica och familjen Melolonthidae. Inga underarter finns listade.